# Unai Bustinza
Unai Bustinza, né le 2 février 1992 à Bilbao en Espagne, est un footballeur espagnol qui évolue au poste de défenseur central au CD Leganés.

## Biographie

### Athletic Bilbao
Natif de Bilbao en Espagne, Unai Bustinza est formé par le club de sa ville natale, l'Athletic Bilbao, qu'il rejoint en 2002. Après être passé dans toutes les catégories de jeunes il évolue pendant plusieurs saisons avec l'équipe réserve. C'est en juillet 2014, à 22 ans, qu'il intègre véritablement l'équipe première. Il fait sa première apparition le 25 octobre 2014, en entrant en jeu lors d'une rencontre de Liga remportée par son équipe face à l'UD Almeria (0-1).

### CD Leganés
Le 22 juillet 2015 Unai Bustinza est prêté par l'Athletic Bilbao au CD Leganés en deuxième division pour la durée de la saison 2015-2016. Cette année-là l'équipe termine deuxième du championnat et est promue en première division pour la saison suivante.
Le 18 juillet 2016, le CD Leganés recrute définitivement Unai Bustinza pour un contrat de trois saisons. Il retrouve la Liga lors de la saison 2016-2017. Le club parvient à se maintenir en terminant à la 17e place du classement. Bustinza inscrit son premier but en première division espagnole lors de la saison 2017-2018, le 21 février 2018 face au Real Madrid. Son équipe s'incline toutefois par trois buts à un.
En 2018, il est nommé capitaine de Leganés. 
Le 23 janvier 2019, Bustinza prolonge son contrat avec Leganés jusqu'en juin 2021.

## Palmarès

### En club
Athletic Bilbao
- Coupe d'Espagne :
  - Finaliste : 2014-2015.